# La Guirlande merveilleuse
La Guirlande merveilleuse er en fransk stumfilm fra 1903 af Georges Méliès.